# Porvenir (República Dominicana)
Porvenir es un sector popular en San Pedro de Macorís, República Dominicana.

## Historia
Fue fundado el 31 de mayo de 1884. Antes de ser lo que hoy es el sector Porvenir, estaba dividido en dos bateyes, que se llamaban: Batey Central o Batey de los Blancos. El Batey de los Blancos o Central estaba ubicado frente al actual ingenio Porvenir. Este era el lugar donde vivían los empleados de mayor renombre y se llama así porque disfrutaban de todos los privilegios que se ofrecían en esa época. El batey era el lugar donde vivían las personas que inmigraban de otras islas, los cocolos e ingleses: como Tórtola, Anguila, Saint Kitt, entre otras.  
Este sector se inició cuando los dueños del ingenio construyeron 28 casas para sus trabajadores. Todo lo demás era campo de caña. Con el cambio de la administración se fue poblando, hasta llegar a ser como es en la actualidad.

## Población
Cuenta con 3.057 hombres y 3.150 mujeres, es decir, un total de 6.135 habitantes.

## Ubicación geográfica
Al norte Villa Magdalena, al oeste el Barrio Kennedy, al sur la Zona Franca Industrial, y al este Villa Azucarera.

## Economía
La economía se basaba en el Ingenio, que fue inaugurado en el año 1884, el cual era la mayor fuente de trabajo para San Pedro de Macorís y otras zonas aledañas. Al principio el Ingenio era un trapiche que no molía la cuarta parte de caña que muele actualmente. A pesar de que ahora ha crecido la población, sigue siendo una fuente de trabajo que no da abasto para sustentar a sus pobladores y por tal motivo los motoconchistas (persona que conduce una motocicleta de alquiler) y chiriperos forman parte de la economía de Porvenir hoy día.

## Actividades culturales
Durante la década de los 80 la familia de los Ortega fueron los pioneros en las actividades culturales, ya que todos los fines de semana ofrecían una quermese donde se realizaban bailes, fiestas y concursos. La entrada costaba desde 5 hasta 25 centavos. Al transcurrir el tiempo estas mismas actividades se realizaban en el Club de Las Caobas.

### Danza popular
La danza de origen es la que trajeron los cocolos, porque era el lugar más poblado por los cocolos en la región Este.
En el año de 1970 hasta el 1971, el Colegio Episcopal San Marcos, realizaba funcionas de cine, después siguió la escuela Mery y dejó de operar como cine.  En el año 1992 fue fundado el cine Porvenir o cine Bugalu, aunque este no duró mucho tiempo en función era uno de los centros de diversiones del momento; ubicado en la prolongación Independencia.
En la actualidad es la Parroquia San José de Obrero la que se encarga de las actividades culturales ya que realizan pantomimas dramas y más. Cabe mencionar que las primeras patronales fueron en el año 1998.Donde se escogió la primera joven para representar.

## Actividades deportivas

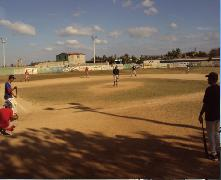
Complejo Liga de Baseball Nelson Rodríguez

Las principales actividades deportivas son el Béisbol, el Softbol y el Baloncesto. El sector cuenta con dos Play para el entretenimiento y entrenamiento de los jóvenes, llamadas Liga de Béisbol Nelson Rodríguez, fundada el 13 de septiembre de 1977 (Play Las Caobas) y Academia Arias. El baloncesto cuenta con una cancha de nombre porvenir.

## Educación
El sector cuenta con dos escuelas con el mismo nombre del sector: Porvenir I y Porvenir II.

### Niveles
- inicial 225

- Básico 735

- Medio 460
- Universitario 245
- Técnicos-profesionales 354

También cuenta con la fundación Juana Vicente fundada por Juana Vicente y un grupo de mujeres en 1998, que hacían operativos por los barrios. Actualmente está dirigida por la Dra. Juana Vicente y la Dra. Rodríguez Abreu y ofrece cursos como Lencería para el hogar, Artesanía en piedra, Costura doméstica, computadora entre otros. Todos son gratis como una ayuda para la comunidad.

## Reliquias

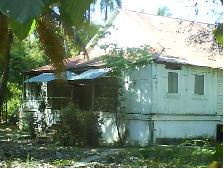
Casa antigua

Es la casa del antiguo administrador y de los moradores más antiguos del sector, las cuales poseen aproximadamente 123 años de antigüedad. El ingenio, el señor Rubén Calcaño, es uno de sus antiguos administradores. 

## Salud
El sector cuenta con una policlínica de atención primaria y un dispensario médico de la iglesia San José de Obrero, ambos ubicados en la prolongación independencia.